# Stawki (rejon jaworowski)
Stawki – wieś na Ukrainie w rejonie jaworowskim należącym do obwodu lwowskiego.